# Bình Tịnh
Bình Tịnh là một xã thuộc huyện Tân Trụ, tỉnh Long An, Việt Nam.
Xã Bình Tịnh có vị trí địa lý:
- Phía đông giáp thị trấn Tân Trụ và xã Bình Trinh Đông
- Phía tây giáp xã Bình Lãng
- Phía nam giáp huyện Châu Thành với ranh giới là sông Vàm Cỏ Tây
- Phía bắc giáp các xã Lạc Tấn và Bình Lãng.

Xã có diện tích 7,24 km², dân số năm 1999 là 3.880 người, mật độ dân số đạt 536 người/km².

## Hành chính
xã Bình Tịnh có 2 ấp, gồm: ấp Bình Điện, ấp Bình Thạnh.